# فيليكي كومياتي (زاكارباتسكا)
فيليكي كومياتي (Великі Комьяти) هي مدينة في مقاطعة زاكارباتسكا في أوكرانيا.
يبلغ عدد سكانها حوالي 6661 نسمة.